# シャワー室

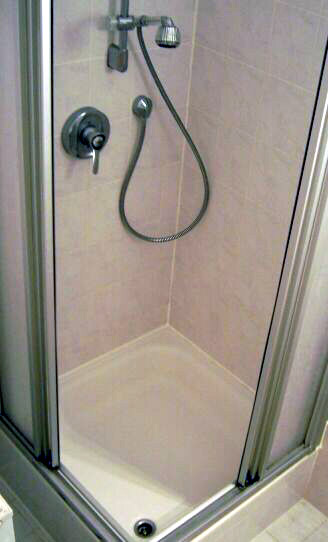
シャワー室のブース

シャワー室（シャワーしつ）とは、シャワーが設置された部屋。水飛沫が飛び散っても問題ないように排水口が設置され、流された湯水はすぐに排出されるように設計されているほか、水蒸気を戸外へ排気するための換気設備を備える傾向がある。

## 概要
シャワー室は、シャワーを利用して身体を清潔にしたり、あるいは身体への付着物を洗い流したりするために使用される。プールや海水浴の場では、水着など濡れることを前提とした衣類を着けたまま利用することもあるが、身体の衛生を求める施設では裸になって利用される。
浴室とは異なり、浴槽がなくシャワーのみで済むことから、1人だけが浴槽に湯を満たして入浴するよりも、シャワーを使って体表を洗うほうが節水効果は高いため、独身寮や簡易宿泊所などでは多用されている。また、設備面でも身体を横たえて入る浴槽を設置しなくて済み、占有する床面積を縮小できるという簡略な設備でもある。
湯水を使って身体の清潔さを求める一方、湯を浴びて身体を温めることもできる。ただし、シャワーは入浴に比べて湯と接する面積が狭いため、あまり身体を温める用途には向かない側面もあり、シャワーを浴びた後は身体をよく拭かないとすぐに冷える。気温が高い夏場は行水など簡略化された入浴の代用として身体を素早く清潔にできるが、気温の低い冬場は暖房などで室温を上げておかないと身体を冷やし過ぎてしまいがちである。

## 構造
大人数が同時に利用するシャワー室では、トイレの大便器個室に似たようなブースで囲まれているか、または仕切りがなく浴室同様に室内全体がシャワーに包まれた構造となっている。
1人で使うことを前提としたシャワー室では、1人が立って入れる程度（電話ボックスの容積ほど）の縦長で床が正方形の小さなものが見られる。
どちらも身だしなみを整える（鬚を剃るなど）ための鏡などを備えている、あるいは洗面や歯磨きなどを行うための簡易な流しなどが併設されていることも多い。ワンルームの集合住宅や簡便な宿泊施設などでは、個室に備え付けの設備であるユニットバスの一種として、トイレや洗面台と一体化したものも見られ、また欧米においては、トイレ・洗面台・シャワー設備のみが揃った浴室はスリークォーターバスルーム(スリークォーターバス)と呼ばれる。

## 鉄道車両

### 日本
1935年（昭和10年）7月15日、当時の内田信也鉄道大臣の発案で特急富士の車両にシャワー室が設けられた。しかし利用客は低迷、9月20日東京発の列車を最後に中止されることとなった。その後、シャワー室を設けた車両は、1987年（昭和62年）の特急あさかぜ1・4号まで現れなかった。